# Tynar Sharshenbekov
Tynar Sharshenbekov (1997) è un lottatore kirghiso, specializzato nella lotta greco romana.

## Palmarès
- Campionati asiatici

Ulaanbaatar 2022: oro nei 63 kg.